# Мукасей, Михаил Исаакович
Михаи́л Исаа́кович Мукасе́й (13 августа 1907, Замостье, Минская губерния — 19 августа 2008, Москва) — советский разведчик-нелегал в США и странах Западной Европы, почётный сотрудник госбезопасности, полковник.

## Биография
Михаил Исаакович Мукасей родился 13 августа 1907 года в Замостье Слуцкого уезда Минской губернии (ныне — Слуцкого района Минской области Белоруссии) в еврейской семье. Предки его были потомственными кузнецами.
В 18 лет отправился получать образование на рабфаке в Ленинград, учился в Ленинградском восточном институте, специализируясь на бенгальском и английском языках. В 1937 году по распоряжению ЦК ВКП(б) стал слушателем школы Разведуправления Рабоче-Крестьянской Красной Армии.
В 1939 году Михаил Мукасей вместе с супругой Елизаветой Ивановной и сыном выехал на работу по линии военной разведки в Лос-Анджелес (США), занимал должность вице-консула. Чета Мукасеев завязывала дружеские отношения со знаменитостями из среды актёров, писателей, интеллектуалов, которые были вхожи в высшие сферы государственной власти и представляли собой ценные источники информации. Мукасеи были близко знакомы с Теодором Драйзером, Леопольдом Стоковским, дружили с Чарли Чаплином.
В начале Великой Отечественной войны родители и другие родственники Мукасея, оставшиеся в Замостье, были вместе с другими евреями посёлка расстреляны немцами.
В 1943 году Мукасей с женой и сыном возвратился в Москву и был назначен заместителем начальника учебной части специальной разведшколы.
В 1955 году вновь выехал на нелегальную разведывательную работу в Швейцарию, где, пользуясь свободным владением идишем, легализовался под видом выжившего в концлагере и прошедшего лагеря для перемещённых лиц еврея-коммерсанта. Работал в США и ряде других стран (в том числе в 1967—1968 годах во время Шестидневной войны — в Израиле) под кодовым именем «Зефир».
В 1977 году Михаил Мукасей с семьёй возвратился в Москву, занимался подготовкой нелегалов, написал учебные пособия для разведшкол. В декабре 2004 года супруги Мукасей издали книгу своих воспоминаний «Зефир и Эльза», в которой написали о работе и жизни за рубежом в течение 30 лет.
Михаил Мукасей умер 19 августа 2008 года. Похоронен в Москве на Хованском кладбище (северная территория, участок № 200с).

## Семья
- Жена — Елизаветой Ивановной Мукасей
  - Сын — Анатолий Михайлович Мукасей, советский и российский кинооператор. Невестка — актриса и кинорежиссёр Светлана Сергеевна Дружинина[6].
  - Дочь — Болотинская (Мукасей) Элла Михайловна.

## Награды
- Орден Красного Знамени[1];
- Орден Отечественной войны I степени;
- Орден Красной Звезды[1];
- Орден Александра Невского[8][9];
- Почётный сотрудник госбезопасности[9];
- Премия Ю. В. Андропова (с вручением золотой медали) — за выдающийся вклад в обеспечение безопасности Российской Федерации[1].

## Сочинения
- Мукасей М. И., Мукасей Е. И. Зефир и Эльза. Разведчики-нелегалы. — Закон и порядок, 2004. — (Великая Россия. Имена). — ISBN 5-98465-005-3.